# Aeroporto de São Francisco do Sul
O Aeroporto de São Francisco do Sul é um aeroporto brasileiro que serve ao município de São Francisco do Sul, no estado de Santa Catarina. Pista: 700 metros, de gramada e sinalizada.

## Coordenadas geográficas
Latitude: -26º 13' 16" S / Longitude: -48º 33' 52" W